# Lansford Spence
Lansford Spence (Jamaica, 15 de diciembre de 1982) es un atleta jamaicano, especialista en la prueba de relevos 4x400 m, en la que ha logrado ser medallista de bronce mundial en 2005.

## Carrera deportiva
En el Mundial de Helsinki 2005 ganó la medalla de bronce en los relevos 4x400 metros, con un tiempo de 2:58.07 segundos, tras los estadounidenses y bahameños, siendo sus compañeros de equipo: Brandon Simpson, Sanjay Ayre y Davian Clarke.